# Gliederung des Heeres (Bundeswehr, Heeresstruktur 4)
Die Gliederung des Heeres der Bundeswehr in der Heeresstruktur 4 beschreibt die Truppenteile des Heeres im Zeitraum von 1980 bis 1992. Die Heeresstruktur 4 beschreibt damit die Aufstellung des Heeres zum Ende des Kalten Krieges.
Das Heersamtes ist Teil des Heeres der Bundeswehr. Die weitere Gliederung der anderen Teilbereiche des Heeres finden sich in:
- Teil 1 – Einleitung und Aufbau der Listen, Führung des Heeres, Gliederung des Heeresamtes und nachgeordneter Bereich
- Teil 2 – Feldheer: Gliederung des Feldheeres (Bundeswehr, Heeresstruktur 4)
- Teil 3 – Territorialheer: Gliederung des Territorialheeres (Bundeswehr, Heeresstruktur 4)

Organigramm der Einheiten im Kommandobereich Führungsstab des Heeres, Anfang 1990

## Einleitung und Aufbau der Liste

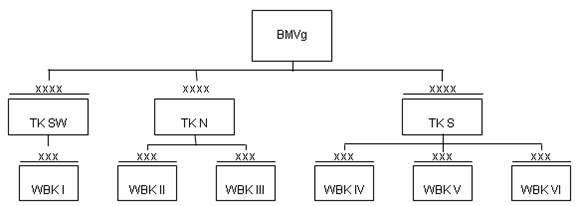
Gliederungsschema des Territorialheeres

Die Liste beschreibt den Aufbau des Heeres gegen Ende der Heeresstruktur IV um 1990. Die Artillerie wurde bereits größtenteils auf die Artilleriestruktur 85 umgegliedert. Die Gliederung der Heeresstruktur 4 um 1990 (nicht aber nach Eingliederung ostdeutscher Truppenteile nach Oktober 1990) eignet sich ganz besonders dafür, einen Überblick zu erhalten über die Vielzahl der in (West-)Deutschland nach 1945 aufgestellten Verbände. Die Gründe dafür seien hier im Folgenden kurz aufgeführt. Die Heeresstruktur IV markiert den Höhepunkt des Kalten Krieges; das Heer wuchs in der Heeresstruktur 4 auf seine bisherige Maximalgröße auf. Die Großverbände der Bundeswehr wurden mit den letzten (ursprünglich im Nummerierungsschema bereits vorgesehenen) geplanten Verbänden aufgefüllt. Wie keine Heeresstruktur davor oder danach, folgt die Gliederung einem konsistenten Schema, das sich in der systematischen Nummerierung der Verbände widerspiegelt, die bereits in der Heeresstruktur 2 im Kern entworfen wurde. Bisher nicht vergebene Ziffern wurden nun nach dem bereits früh entworfenen Schema vergeben. Lücken in diesem Nummerierungsschema wurden erst in den 1990er Jahren und später zunehmend größer. Dazu trug besonders die Außerdienststellung der meisten Großverbände des Heeres sowie ihre grundlegende Neugliederung bei. Auch die Gliederung des Territorialheeres, die hinsichtlich ihrer Stringenz nie an die Systematik des Feldheeres heranreichte, war in der Heeresstruktur IV aber immerhin so übersichtlich, wie in keiner der Heeresstrukturen zuvor, die im Bereich des Territorialheeres bisher vor allem durch den stetigen Ausbau und Neuaufstellung von Verbänden geprägt war, um den steten Zustrom von gedienten Reservisten und von im Feldheer ausgedientem Material organisatorisch im Territorialheer zu binden. Da die bei Aufstellung der Bundeswehr gezogenen Alterskohorten gegen Ende der 1990er Jahre zunehmend das Höchstalter für Reservisten erreichten und auf absehbare Zeit die Anzahl einzuziehender Wehrpflichtiger nicht mehr gesteigert werden konnte, fand gegen Ende der 1990er Jahre auch das rasante Wachstum des Territorialheeres sein Ende, so dass seine Gliederung statischer wurde.
Betrachtet wird zum einen das Feldheer, im zweiten Teil das Territorialheer. Vorangestellt ist eine Beschreibung der Truppenteile im Kommandobereich des Heeresamtes. Die Ordnung der Liste folgt den wirklichen Unterstellungsverhältnissen des Heeres, wo möglich in seiner Kriegsgliederung. Zunächst erfolgt die Ordnung daher nach Korps, dann nach Divisionen, dann nach Brigaden – im Territorialheer gilt analoges. Maßgeblich für die Reihenfolge ist ihre Nummer. 1. Gebirgsdivision und 1. Luftlandedivision gelten als 8. und 9. Division. Aufgeführt werden Verbände bis zur Gliederungsebene selbstständige Kompanie. Kleinere Teileinheiten nur in Ausnahmen. Im Rahmen von Umgliederungen und Truppenversuchen, die kontinuierlich durchgeführt wurden, war auch die scheinbar statische truppendienstliche Zuordnung in vielen Teilbereichen einer ständigen Veränderung unterworfen. Wo diese Änderung zum Betrachtungszeitpunkt um 1990 erkennbar temporär ist, zum Beispiel im Rahmen eines begrenzten Truppenversuches, so soll die Gliederung die reguläre Gliederung berücksichtigen. Gleiches gilt für Verbände deren Zuordnung zwischen Feldheer und Territorialheer für begrenzte Zeit wechselte. Verbände die für die Ausbildung im Frieden Großverbänden zugeordnet waren, die nicht ihrem Truppenteil im Verteidigungsfall entsprachen, werden mit einer Zusatzbemerkung zur Zuordnung im Frieden, im Regelfall ausschließlich bei dem Verband aufgeführt, dem sie im Verteidigungsfall angehört hätten. Besonders häufig betrifft dies Verbände, die im Verteidigungsfall für LANDJUT, das 1. niederländische Korps oder für das V. US-Korps vorgesehen waren, sowie Lehrtruppenteile, die meist im Frieden einer Truppenschule im Kommandobereich des Heeresamtes unterstanden, sowie Truppenteile des Territorialheeres die im Bereich des BMVg angesiedelt waren.
Da die Gliederung des Heeres einer steten Veränderung unterworfen war und die Liste eine truppendienstliche Gliederung anstrebt, können Verbände die nur danach oder davor existierten, sowie deren Unterstellungsverhältnisse per definitionem nicht Gegenstand der Betrachtung sein. Gleiches gilt folglich für frühere oder spätere Unterstellungsverhältnisse. Zu beachten ist also, dass die Liste nicht alle jemals aufgestellten Verbände des Heeres enthalten kann. Zu beachten ist ferner, dass die Liste nur ein Versuch für eine weitgehend akkurate Darstellung der damaligen Gliederung um 1990 sein kann. Es ist davon auszugehen, dass einige Verbände nicht oder hinsichtlich ihrer Unterstellung im Frieden oder im Verteidigungsfall unrichtig erfasst wurden, wobei dieses Problem vor allem für Verbände in Aufstellung, Umgliederung, Auflösung oder im Truppenversuch, insbesondere auch Lehrtruppenteile und nicht aktive Verbände betreffen dürfte. Die angegebenen Garnisonsorte beziehen sich in der Regel auf den Standort der Stab- und Stabskompanie. Davon abweichend können nicht aufgeführte unterstellte Truppenteile an anderen Orten stationiert sein. Der angegebene Ort für nichtaktive Verbände ist uneinheitlich als Ort der Mobilmachung, des Kaders, des aktiven Anteils teilaktiver Verbände, des Mobilisierungsfeldwebels oder des (Geräte-)Depots des eingelagerten Geräts zu verstehen.
Vor den Truppenteilen sind klein jeweils (soweit vorhanden) die internen Verbandsabzeichen (getragen an der Brusttasche) abgebildet. Diese wurden seit April 1980 vom Inspekteur des Heeres offiziell zugelassen. Am rechten Bildrand sind größer die Verbandsabzeichen (getragen am Ärmel des Dienstanzuges) für die entsprechend im Artikelabschnitt behandelten Truppenteile abgebildet, siehe auch Liste der Verbandsabzeichen der Bundeswehr.
Kursiv aufgeführte Verbände waren zum Betrachtungszeitpunkt nicht aktive oder teilaktive Verbände, darunter auch Geräteeinheiten die mit (GerEinh) gekennzeichnet sind. Unter Liegenschaft sind die Koordinaten des militärischen Bereichs angegeben, in dem die betreffende Einheit untergebracht war. Die Gliederung wird in mehreren Teilartikeln präsentiert:
- Teil 1 – Einleitung und Aufbau der Listen, Führung des Heeres, Gliederung des Heeresamtes und nachgeordneter Bereich (Bundeswehr, Heeresstruktur 4)
- Teil 2 – Feldheer: Gliederung des Feldheeres (Bundeswehr, Heeresstruktur 4)
- Teil 3 – Territorialheer: Gliederung des Territorialheeres (Bundeswehr, Heeresstruktur 4)

## Führungsstab des Heeres

Verbandsabzeichen (Ärmelabzeichen Dienstanzug) für militärisches Personal im Führungsstab des Heeres sowie für alle Soldaten im BMVg

Der Führungsstab des Heeres mit dem Inspekteur des Heeres an seiner Spitze führt die Truppenteile des Heeres als oberste militärische Dienststelle im Heer. Gleichzeitig ist der Führungsstab eine Abteilung im Bundesministerium der Verteidigung und damit Teil der Bundesregierung. Für einige wenige bestimmte Fragen ist der Führungsstab der Streitkräfte mit dem Generalinspekteur der Bundeswehr dem Führungsstab des Heeres übergeordnet, der ansonsten das Heer völlig autark führt und dabei direkt dem Bundesminister der Verteidigung (im Verteidigungsfall dem Bundeskanzler) untersteht. Unterhalb des Führungsstabes des Heeres sind drei Bereiche angeordnet: 1. der Kommandobereich des Heeresamtes 2. das Feldheer 3. das Territorialheer. Im Verteidigungsfall übernehmen NATO-Stäbe die Führung des Feldheeres. Der Führungsstab des Heeres ist im Verteidigungsfall dann weiter für den Kommandobereich des Heeresamtes sowie die Truppenteile des Territorialheeres zuständig.
- Führungsstab des Heeres, Bonn
  -  Zentrale Militärkraftfahrtstelle, Düsseldorf (fachlich verantwortlich für alle Teile der Streitkräfte)

## Kommandobereich des Heeresamtes

Verbandsabzeichen (Ärmelabzeichen Dienstanzug) für Truppenteile im Kommandobereich des Heeresamtes, soweit nicht eigene Verbandsabzeichen führend

Das Heeresamt und seine nachgeordneten Dienststellen stellen neben Feld- und Territorialheer einen eigenen Bereich im Heer dar. Das Heeresamt ist vorwiegend für die logistische Steuerung, zur Steuerung der Heeresrüstung, für das Personalmanagement, die Ausbildung, Weiterentwicklung des Heeres, der Aufrechterhaltung der Verbindung zu fremden Heeren und zur Sicherstellung der unmittelbaren Führung des BMVg zuständig. Übergeordnet ist der Führungsstab des Heeres mit dem Inspekteur des Heeres. Der Kommandobereich des Heeresamtes ist nicht der NATO-assigniert und bleibt daher auch im Verteidigungsfall wie die Truppenteile des Territorialheeres unter nationalem Kommando. Zum Territorialheer bestehen teils truppendienstliche oder anders begründete Verflechtungen.
- Heeresamt, Köln
  -  Stammdienststelle des Heeres, Köln
  -  Materialamt des Heeres, Bad Neuenahr-Ahrweiler

Verbandsabzeichen (Ärmelabzeichen Dienstanzug) Stammdienststelle des Heeres
Verbandsabzeichen (Ärmelabzeichen Dienstanzug) Materialamt

### Sicherungs- und Versorgungsregiment beim BMVg

Verbandsabzeichen (Ärmelabzeichen Dienstanzug) für Truppenteile im Sicherungs- und Versorgungsregiment

Das Sicherungs- und Versorgungsregiment beim BMVg unterstützt die politische und militärische Führung im BMVg unmittelbar. Für Ausbildung, Übung und Einsatz (im Verteidigungsfall) ist das Sicherungs- und Versorgungsregiment beim BMVg dem Heeresamt bzw. über dieses direkt dem BMVg zugeordnet. Truppendienstlich ist das Sicherungs- und Versorgungsregiment beim BMVg im Frieden und Verteidigungsfall dagegen in Masse dem Wehrbereichskommando IV unterstellt und damit Teil des Territorialheeres, siehe Teil 3. Sonderzuordnungen im Frieden und Verteidigungsfall gelten für weitere unterstellte Truppenteile. Die dislozierten Hauptquartiere werden durch das Sicherungs- und Versorgungsregiment eingerichtet und betrieben, das dort einrückende Führungspersonal stammt aus allen Bereichen der Bundeswehr.
- Stab / Stabs- und Versorgungskompanie Sich/VersRgt BMVg, Bonn
  - Stab / Stabskompanie Kommandant Hauptquartier BMVg I (GerEinh), Gerolstein
  - Stab / Stabskompanie Kommandant Hauptquartier BMVg II (GerEinh), Mayen
  - Stab / Stabskompanie Kommandant Hauptquartier BMVg III (GerEinh), Mechernich
  - Stab / Stabskompanie Kommandant Hauptquartier BMVg IV (GerEinh), Kastellaun (Kriegshauptquartier des Heeres)
  - Stab / Stabskompanie Kommandant Hauptquartier BMVg V (GerEinh), Mayen
  -  Stabs- und Versorgungsbataillon beim BMVg, Bonn
  -  Wachbataillon beim Bundesministerium der Verteidigung (teilaktiv), Siegburg (im Verteidigungsfall Unterstellung zu Stab Hauptquartier BMVg V vorgesehen. Hinweis: Teile des Personals werden durch Marine und Luftwaffe gestellt)
    - Wachausbildungskompanie 902 (Heer), Bergisch Gladbach (nur im Frieden bestehend)

  - Sicherungsbataillon 901 (GerEinh), Daun
  -  Sicherungsbataillon 902 (GerEinh), Köln
  -  Heeresfliegerstaffel 900, Bückeburg (im Frieden zu Heeresfliegerwaffenschule. Im Verteidigungsfall in Mendig.)
  -  Topographiebatterie 900, Koblenz (Im Frieden zu Artilleriekommando 3)
  -  Feldjägerbataillon 900 (gekadert), Daun (ab 1989 Bonn)
  -  ABC-Abwehrbataillon 900 (teilaktiv), Zweibrücken (im Frieden zu Pionierkommando 3)
  -  Stabsmusikkorps der Bundeswehr, Siegburg
  -  Feldersatzbataillon 900 (GerEinh), Köln
  -  Feldersatzbataillon 901 (GerEinh), Köln

### Fernmeldeführungskommando Heer
- Stab Fernmeldeführungskommando Heer (GerEinh), Daun (wächst im Verteidigungsfall aus Abteilung IV des Heeresamtes auf)
  - Fernmeldekommando 900
    -  Stab / Stabskompanie Fernmeldekommando 900, Rheinbach
    - Fernmeldekompanie 901 (GerEinh) (Schalt- und Betriebskompanie), Kastellaun
    -  Fernmeldebataillon 910, Rheinbach
    -  Fernmeldebataillon 920, Kastellaun
    -  Fernmeldebataillon 930, Gerolstein
    -  Fernmeldebataillon 960 (teilaktiv), Mayen
    -  Fernmeldebataillon 970 (teilaktiv), Mannheim
    -  Fernmeldeausbildungskompanie 921, Kastellaun (im Frieden zu Fernmeldebataillon 920)
    -  Fernmeldeausbildungskompanie 931, Gerolstein (im Frieden zu Fernmeldebataillon 930)
    - Fernmeldeausbildungskompanie 971, Mannheim
    -  Fernmeldebataillon 950 für Operative Information, Andernach (?) (1989 aufgestellt aus PSV-Bataillon 850, Fernmeldekommando 850 und ab 1990 dem Fernmeldekommando 900 unterstellt)

  - Fernmeldestab 94
    -  Stab/Stabskompanie Fernmeldestab 94, Daun
    -  Fernmeldebataillon 940, Daun
    -  Fernmeldekompanie 945 (Fernmeldeaufklärungskompanie), Ehra-Lessien
    -  Fernmeldekompanie 946 (Fernmeldeaufklärungskompanie), Hof an der Saale
    - Fernmeldekompanie 947, Hessisch Lichtenau
    - Fernmeldeausbildungskompanie 941, Daun (im Frieden zu Fernmeldebataillon 940)

### Truppenschulen
Die Truppenschulen des Heeres sind dem stellvertretenden Kommandeur Heeresamt nachgeordnet. In enger Abstimmung mit den im Heeresamt angesiedelten Generalen der Truppengattungsverbände und den Inspizienten der einzelnen Truppengattungen, sind die meisten dieser Schulen federführend für die Ausbildung und Weiterentwicklung der jeweils zugeordneten Truppengattung zuständig. Die militärischen Führer der einzelnen Truppengattungen erhalten hier ihre truppengattungsspezifische und lehrgangsgebunde Ausbildung. Die allgemeine truppengattungsübergreifende Ausbildung des Offiziers- und Unteroffizierskorps des Heeres übernehmen die Offiziersschule und die Unteroffiziersschule des Heeres. Für die Demonstration der Grundsätze der Truppengattung, der Erprobung neuer Technik, neuer Einsatzgrundsätze und ähnlichem sind den Truppenschulen Lehrtruppenteile im Frieden zugeordnet, die hier nicht weiter aufgeführt werden (siehe dazu Teil 2 und Teil 3). Diese Lehrtruppenteile sind nahe dem Standort der Truppenschule ausgeplant. Diese verbleiben truppendienstlich bis auf Ausnahmen auch im Frieden Teil des Feldheeres, dessen Großverbänden diese Truppenteile ansonsten im Frieden, im Verteidigungsfall in jeder Hinsicht, als reguläre Verbände führen. Zur Ausbildung und Übung betreiben einige Truppenschulen Truppenübungsplätze und verfügen über umfangreiches Großgerät, teils auch ältere oder ausländische Muster zur Feinddarstellung. Im Verteidigungsfall verstärken Personal und Material der Schulen teils reguläre Truppenteile im Territorial- und Feldheer. Die Ausbildung sollte dann im Verteidigungsfall teils in Feldausbildungsverbände und Wehrleit- und Ersatzverbände verlagert werden.
- Offizierschule des Heeres, Hannover
- Heeresunteroffizierschulen (Die Heeresunteroffizierschulen werden um 1990 neu eingerichtet und führen ab Oktober 1990 erste Lehrgänge durch)
  -  Heeresunteroffizierschule I, Münster
  -  Heeresunteroffizierschule II, Weiden in der Oberpfalz
  -  Heeresunteroffizierschule III, Lahnstein
- Schule für Feldjäger und Stabsdienst, Sonthofen
- Internationale Fernspähschule, Weingarten (Württemberg)
  - Fernspähauswertekompanie (GerEinh), Weingarten
- Fernmeldeschule und Fachschule des Heeres für Elektrotechnik, Feldafing
- Kampftruppenschule 1, Hammelburg
- Kampftruppenschule 2, Munster
- Gebirgs- und Winterkampfschule, Mittenwald
- Luftlande- und Lufttransportschule, Altenstadt (Oberbayern)
  -  Luftlande-Lehr- und Versuchskompanie 909, Altenstadt
- Heeresfliegerwaffenschule, Bückeburg
  -  Heeresfliegerstaffel 900 (nur im Frieden, s. o. Sicherungs- und Versorgungsregiment BMVg)
  -  Heeresfliegerversuchsstaffel 910, Celle
- Artillerieschule, Idar-Oberstein
  - Panzerartillerieausbildungsbatterie Fahrsimulator Kette 304, Baumholder (aufgestellt im Oktober 1989)
- Heeresflugabwehrschule, Rendsburg (Teile des Personals werden durch Marine und Luftwaffe gestellt.)
  -  Flugabwehrlehrbataillon 610, Rendsburg (im Verteidigungsfall als Flugabwehrbataillon 610 Teil des Flugabwehrregiments 600, das im Frieden dem Territorialkommando Schleswig-Holstein, im V-Fall LANDJUT unterstellt ist).
  - Flugabwehrkanonenausbildungsbatterie 903, Lütjenburg
- Pionierschule und Fachschule des Heeres für Bautechnik, München
  - Bildungsförderungskompanie (Territorialheer), München
- ABC- und Selbstschutzschule, Sonthofen
- Schule Technische Truppe 1 und Fachschule des Heeres für Technik, Aachen (seit Januar 1990 als Technische Schule des Heeres bezeichnet)
  - Instandsetzungs-Lehr- und Versuchskompanie 901, Eschweiler
- Schule Technische Truppe 2, Bremen (seit Januar 1990 in Nachschubschule des Heeres bezeichnet)
- Schule für Personal in integrierter Verwendung, Köln
- Fachschule des Heeres für Erziehung und Wirtschaft, Darmstadt

→ Hinweis: abgebildet sind die Internen Verbandsabzeichen der Stabsgruppe. Unterstellte Lehrgruppen und ähnliches führen ggf. andere interne Verbandsabzeichen. Als Verbandsabzeichen (Ärmelabzeichen Dienstanzug) führen die meisten Schulen, d. h. das Stammpersonal der Schulen, eigene, jedoch ähnliche Verbandsabzeichen:

Verbandsabzeichen Offizierschule des Heeres und Heeresunteroffizierschulen
Verbandsabzeichen Schule für Feldjäger und Stabsdienst
Verbandsabzeichen Fernmeldeschule und Fachschule des Heeres für Elektrotechnik
Verbandsabzeichen Kampftruppenschule 1 und <?>
Verbandsabzeichen Luftlande- und Lufttransportschule
Verbandsabzeichen Heeresfliegerwaffenschule
Verbandsabzeichen Artillerieschule
Verbandsabzeichen
Verbandsabzeichen
Verbandsabzeichen ABC- und Selbstschutzschule
Verbandsabzeichen Schule Technische Truppe (1&2)

→ Hinweis: Truppendienstlich oder für Ausbildung und Übung unterstellte Truppenteile trugen in der Regel ähnliche Verbandsabzeichen, wie das der Schule, der sie zugeordnet waren. Statt eines S (für Schule) auf rotem Grund zeigte deren Verbandsabzeichen jedoch ein L für Lehrtruppe. Beispiele:

Verbandsabzeichen Panzerlehrbrigade 9 (zu Kampftruppenschule 2)
Verbandsabzeichen für Lehrtruppenteile der Artillerieschule